# 올가미 (1997년 영화)
올가미는 1997년 공개된 대한민국의 스릴러 영화이다.

## 배역
- 윤소정: 시어머니 진숙 역
- 최지우: 한수진 역
- 박용우: 이동우 역
- 문수진: 혜경 역

## 수상
- 1998년 제34회 백상예술대상
  - 영화부문 여자신인연기상 - 최지우
- 1998년 제21회 황금촬영상
  - 준회원특별상 - 신범섭
  - 촬영상(금상) - 이동삼
  - 신인여우상 - 최지우